# Такэда, Дайсаку
Дайсаку Такэда (яп. 武田 大作; род. 5 декабря 1973, Иё, Эхиме) — японский гребец, выступавший за сборную Японии по академической гребле в 1996—2012 годах. Чемпион мира, чемпион Азиатских игр, победитель и призёр многих регат национального значения, участник пяти летних Олимпийских игр.

## Биография
Дайсаку Такэда родился 5 декабря 1973 года в городе Иё префектуры Эхиме, Япония.
Занимался академической греблей во время учёбы в местной сельскохозяйственной старшей школе, позже проходил подготовку в клубе компании Daiki Corporation.
Дебютировал в гребле на взрослом международном уровне в сезоне 1996 года, когда вошёл в основной состав японской национальной сборной и благодаря череде удачных выступлений удостоился права защищать честь страны на летних Олимпийских играх в Атланте. В программе мужских одиночек сумел квалифицироваться лишь в утешительный финал D и разместился в итоговом протоколе соревнований на 20 позиции.
В 1997 году в парных четвёрках лёгкого веса финишировал шестым на чемпионате мира в Эгбелете.
На мировом первенстве 1998 года в Кёльне стал восьмым в лёгких парных двойках, при этом в обычных парных двойках стал серебряным призёром на Азиатских играх в Бангкоке.
В 1999 году в лёгких парных двойках был седьмым на чемпионате мира в Сент-Катаринсе.
В 2000 году в парных четвёрках лёгкого веса одержал победу на мировом первенстве в Загребе, тогда как в парных двойках лёгкого веса вместе с напарником Хитоси Хасэ финишировал шестым на Олимпийских играх в Сиднее.
В 2001 году в лёгких парных двойках стал пятым на мировом первенстве в Люцерне.
На Азиатских играх 2002 года в Пусане выиграл золотую и серебряную медали в лёгких парных двойках и в распашных рулевых восьмёрках соответственно. Также в лёгких одиночках взял бронзу на этапе Кубка мира в Люцерне, в двойках занял 12 место на чемпионате мира в Севилье.
В 2003 году добавил в послужной список серебряную награду, полученную в лёгких парных двойках на этапе Кубка мира в Люцерне, в то время как на мировом первенстве в Милане стал в той же дисциплине девятым.
Находясь в числе лидеров гребной команды Японии, благополучно прошёл отбор на Олимпийские игры 2004 года в Афинах — на сей раз его напарником являлся Кадзусигэ Ура, в парных двойках лёгкого веса они оказались шестыми.
В 2005 году в лёгких одиночках Такэда одержал победу на этапе Кубка мира в Люцерне, в лёгких двойках стал серебряным призёром на этапе в Итоне, показал восьмой результат на домашнем чемпионате мира в Гифу.
На Азиатских играх 2006 года в Дохе выиграл серебряную медаль в лёгких одиночках. Помимо этого, в лёгких парных двойках получил бронзу на этапе Кубка мира в Мюнхене и стал седьмым на мировом первенстве в Итоне.
В 2007 году в лёгких парных двойках был шестым на чемпионате мира в Мюнхене.
Участвовал в Олимпийских играх 2008 года в Пекине — в парных двойках лёгкого веса вместе с Кадзусигэ Ура занял итоговое 13 место.
После пекинской Олимпиады Такэда остался в составе японской национальной сборной на ещё один олимпийский цикл и продолжил принимать участие в крупнейших международных регатах. Так, в 2009 году в лёгких одиночках он был четвёртым и шестым на этапах Кубка мира в Мюнхене и Люцерне соответственно, показал четвёртый результат на мировом первенстве в Познани.
На чемпионате мира 2010 года в Карапиро финишировал в лёгких одиночках пятым, в той же дисциплине выиграл серебряную медаль на Азиатских играх в Гуанчжоу.
Благодаря удачному выступлению на Азиатской квалификационной регате удостоился права защищать честь страны на Олимпийских играх 2012 года в Лондоне. Здесь в программе двоек парных лёгкого веса они с Кадзусигэ Ура отобрались в утешительный финал В и расположились в итоговом протоколе соревнований на 12 строке.